# Chassidut Slonim

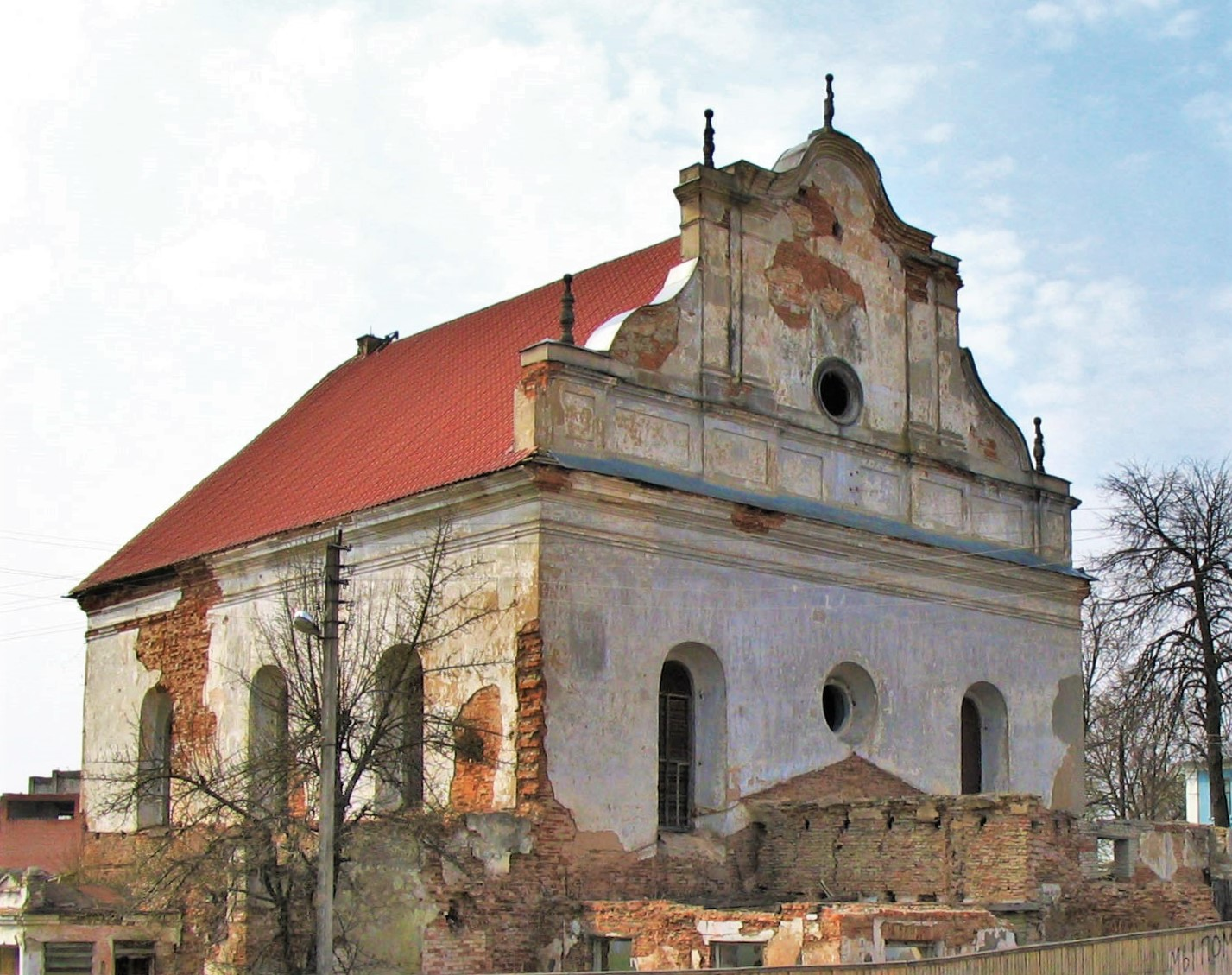
Esterno della Sinagoga di Slonim in Bielorussia

Slonim è una dinastia chassidica originaria della città di Slonim, attualmente in Bielorussia . Oggi, ci sono due Rebbe di Slonim entrambi in Israele: uno a Gerusalemme nel quartiere di Mea Shearim e l'altro a Bnei Brak . Colloquialmente quello di Gerusalemme è chiamato il "Bianco" (Veissa) mentre quello di Bnei Brak è chiamato il "nero" (Shvartza) in riferimento al loro orientamento politico il bianco appunto più liberale ed il nero più conservatore (bianco e nero hanno appunto questa accezione nel linguaggio haredi. Questi nomi sono attribuiti anche al fatto che quando la chassidut di Slonim si divise in due fazioni distinte, il leader di una, Rabbi Sholom Noach Berezovsky, aveva la barba bianca e il leader dell´altra fazione, Rav Avraham Weinberg, aveva la barba nera. I due gruppi si distinguono anche per come si scrive il loro nome in ebraico: quelli di Gerusalemme sono conosciuti come סלונים, mentre quelli Bnei Brak come סלאנים. Essi sono oggi due gruppi distinti ed hanno molte differenze tra loro.
Il primo Rebbe di Slonim fu autore di Yesoid HaAvoido. Nel 1873 inviò un gruppo di suoi nipoti e altri chassidim a stabilirsi nell´allora Palestina Ottomana dove hanno creato una comunità a Tiberiade . Quasi tutti i chassidim di Slonim in Europa perirono per mano dei nazisti nell'Olocausto . La comunità Slonim attuale è stata ricostruita dai chassidim di Slonim che si erano stabiliti in Israele.

## Schema della dinastia Slonim

Teva della Sinagoga di Slonim

## Linea dinastica "spirituale"
- Rabbi Israel Baal Shem Tov, fondatore della chassidut
  - Rabbi Dovber di Mezeritch, il Magghid di Mezhirichi, discepolo del Baal Shem Tov. 
    - Rabbi Aharon di Karlin (I) (Aaron Hagodol) della dinastia chassidica di Karlin, discepolo del Magghid 
      - Rabbi Shlomo di Karlin, discepolo del Maggid e del rabbino Aaron Hagodol di Karlin 
        - Rabbi Mordechai di Lechovitch, discepolo di Rabbi Shlomo di Karlin 
          - Rabbi Noach di Lechovitch, figlio di Rabbi Mordechai 
            - Rabbi Moshe di Kobrin (1784 - 1858), discepolo di Rabbi Noè di Lechovitch

## Lignaggio dinastico dei Rebbe di Slonim
- Rabbi Avraham di Slonim (1804 o 1809-1811 Cheshvan 1883),[1] autore di "Yesod HaAvodah", discepolo di Rabbi Noah di Lechovitch e di Rabbi Moshe of Kobrin.
  - Rabbi Shmuel Weinberg di Slonim, autore di "Divrei Shmuel" nipote dell´autore del "Yesod HaHavoda".
    - Rabbi Yissachar Leib Weinberg di Slonim, figlio dell'autore del "Divrei Shmuel".
      - Rabbi Avraham Yehoshua Heshel Weinberg di Slonim - Tel Aviv, figlio di Rabbi Leib Yissachar.

  - Rabbi Noah Weinberg di Slonim e di Tiberiade, nipote dell'autore del "Yesod HaAvodah" e fratello dell'autore del "Divrei Shmuel", "menahel" della Yeshiva "Hor Torah" di Tiberiade.
  - Rabbi Matisyohu di Slonim, nipote dell´autore di "Yesod HaAvodah".
    - Rabbi Avraham Weinberg di Slonim (1884-1 Iyar 1933)[2] autore di "Beis Avraham" figlio del Gran Rabbino Shmuel.
      - Rabbi Shlomo David Yehoshua Weinberg di Slonim - Baranovitch (1912-1943)[3], figlio dell'autore di "Beis Avraham".
        - Rabbi Mordechai Chaim di Slonim - Tiberiade, nipote del fratello dell'autore del "Yesod HaAvodah", discepolo dell'autore del "Beis Avraham", successore di Rabbi Shlomo David Yehoshua Weinberg.
          - Rabbi Avraham Weinberg di Tiberiade e Gerusalemme (Rosh Chodesh Tammuz 1889-1812 Sivan 1981)[4] autore di "Birkas Avraham", figlio di Rabbi Noach, discepolo e nipote dell'autore del "Divrei Shmuel", successore di Rabbi Mordechai Chaim.
            - Rabbi Sholom Noach Berezovsky, Slonimer Rebbe di Gerusalemme, autore di "Nesivois Sholoim", genero dell´autore di "Birkas Avraham". Ha lavorato con tenacia per ricostruire la Chassidut di Slonim dopo la seconda guerra mondiale. Ha pubblicato molti libri della chassidut slonim dai manoscritti originali.
              - Rabbi Shmuel Berezovski, autore di Darchei Noam, attuale Rebbe degli Slonim di Gerusalemme, figlio dell'autore del "Nesivos Sholoim".

            - Rabbi Shmuel Weinberg, figlio dell'autore del "Birkas Avraham".
              - Rabbi Avraham Weinberg allievo dell´autore di "Birkas Avraham". Un gruppo di chassidim di Slonim decisero di separarsi dalla Chassidut Slonim formando una corte chassidica separata a Bnei Brak di cui egli è l'attuale Rebbe.

    - Rabbi Moishe Menachem Zylber di Detroit, genero dell'autore di "Divrei Shmuel".

## Opere chassidiche di Slonim
Oltre alle opere chassidiche comunemente accettate da tutte le chassidut gli Slonim studiano in particolare i seguenti libri: Yesod HaAvodah, Divrei Shmuel, Beis Avraham, Birkas Avraham, Nachail Aison. I Rebbe di Slonim di Gerusalemme hanno scritto due opere chassidiche molto conosciute: il Nesivois Sholoim scritto dal precedente Rebbe di Slonim ed il Darchei Noam scritto dall´attuale Rebbe di Slonim di Gerusalemme. Il Nesivois Sholoim è estremamente apprezzato anche al di fuori dei circoli chassidici anche in ambiente litai. La versione del siddur (libro di preghiere) utilizzato dagli Slonim di Gerusalemme si chiama "Siddur Maghen Avraham", mentre quella usata da quelli di Bnei Brak si chiama "Siddur Oir Hayoshor".

## Galleria d'immagini

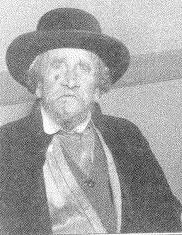
Gran Rabbino Mordechai Chaim of Slonim
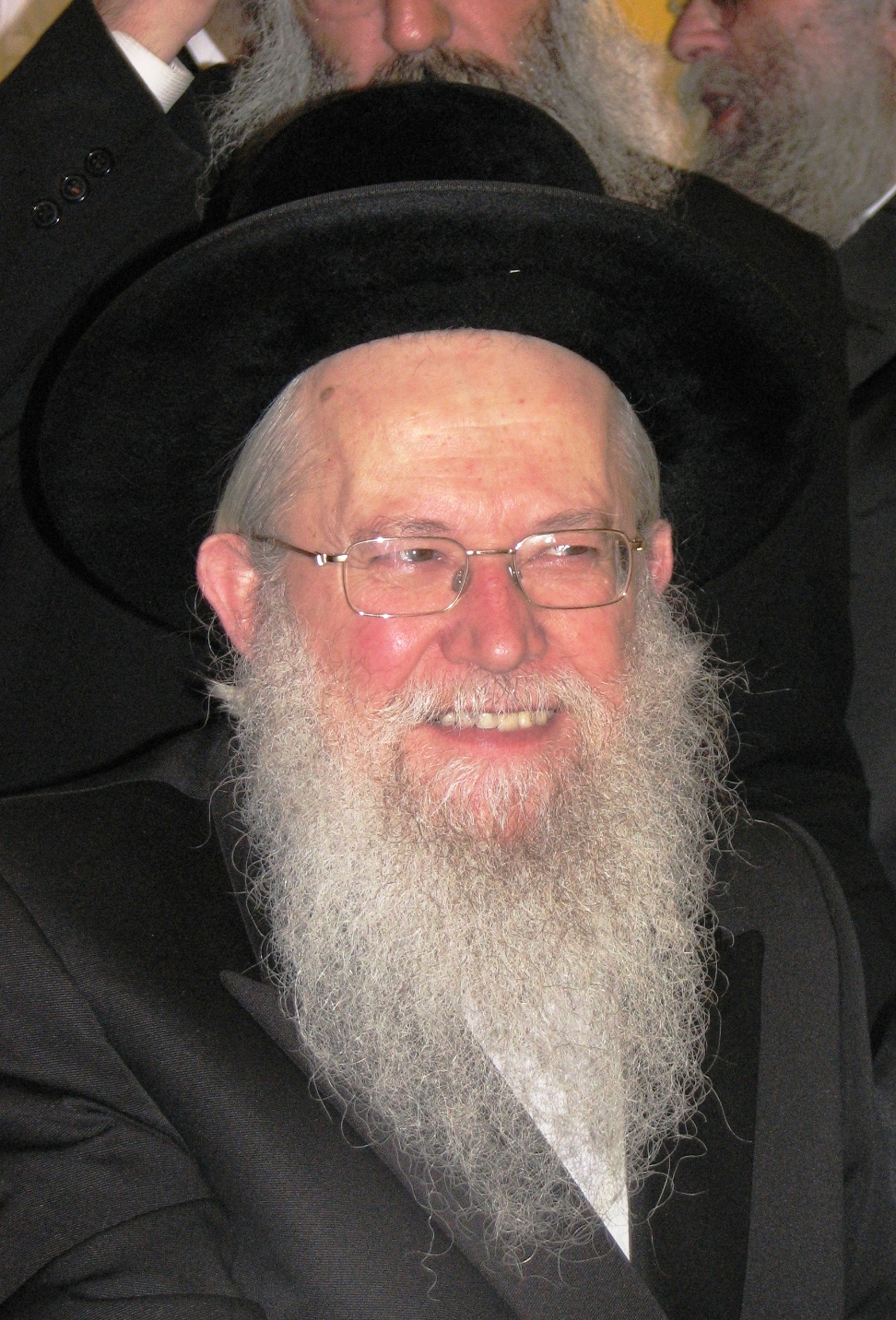
Gran Rabbino Shmuel Berezovski